# 奈留島
奈留島（日语：／ Narushima */?）是日本長崎縣西部五島列島中的一個島嶼，位於久賀島和若松島直接，全島屬於長崎縣五島市。奈留島面積約23.82平方公里，島上人口2,776人。奈留島地處五島列島中央，海岸線複雜，形成天然良港。